# Одеяние британского пэрства
Одеяния британского пэрства (англ. Robes of the British peerage) — элемент церемониального одеяния британских пэров, которые носят они в Соединённом королевстве и бывают двух разновидностей для двух случаев: парламентские мантии, которые носят на торжественных мероприятиях в Палате лордов, и коронационные мантии, которые носят на коронациях монархов.
Пэры носят одеяния, различающуюся по признакам, определяющим их ранг.

## История

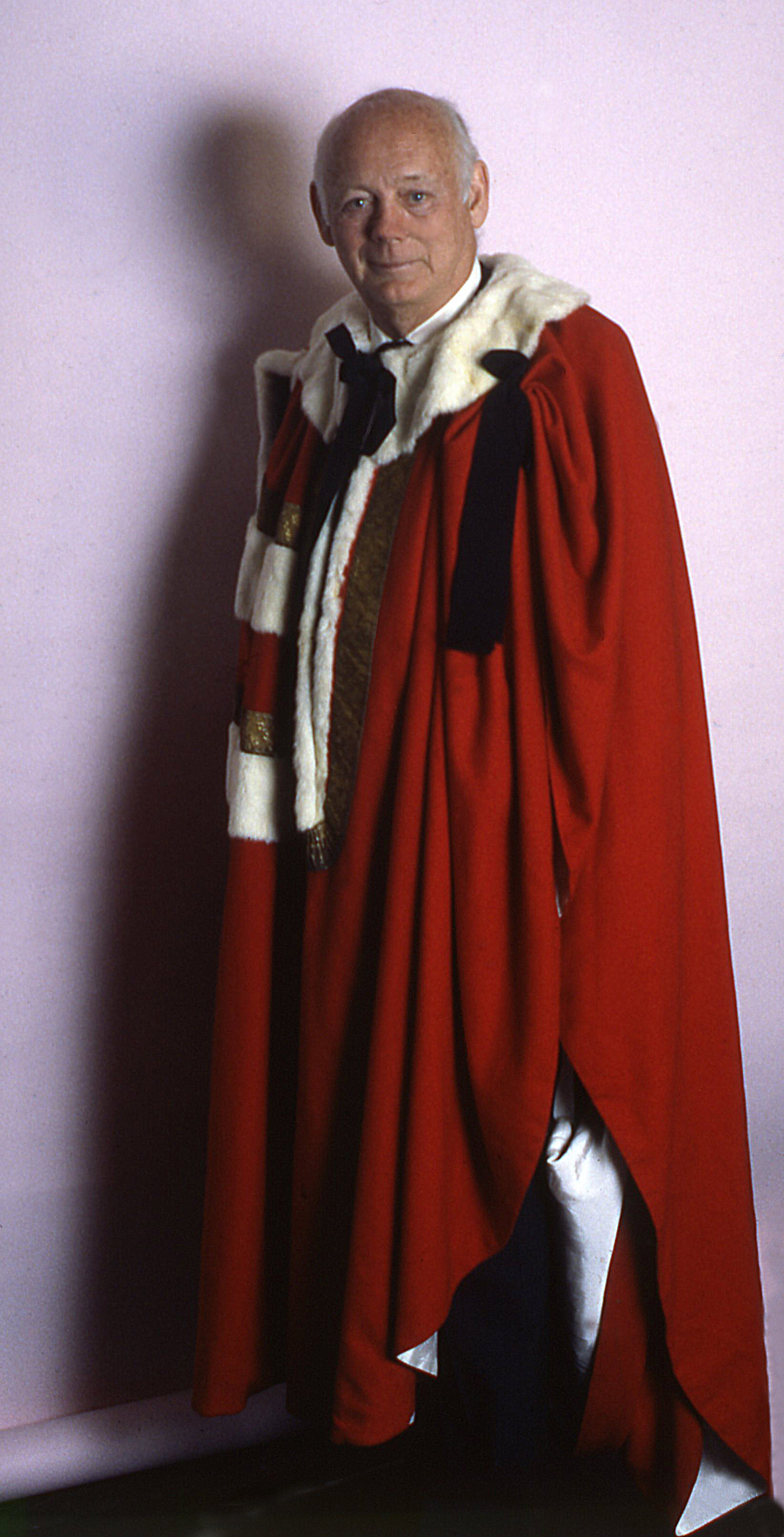
Эдвард Дуглас-Скотт-Монтегю, 3-й барон Монтегю из Бьюли в парламентской мантии барона.

С Раннего Средневековья мантии носили как знак знатности. Первоначально, предполагается, что эти знаки отличия даровались отдельным лицам монархом или феодалом в знак особого признания, но в XV веке использование мантий стало формализованным, и все пэры носили мантии одного и того же дизайна, хотя и различались в зависимости от ранга владельца.
Появились две разные формы мантии, которые используются и в настоящее время: одну носят для парламентских мероприятий (например, на государственном открытии парламента), другой обычно носят только на коронациях. (Раньше монарх наделял новых пэров коронационной мантией, но эта церемония инвеституры не проводилась с 1621 года.)
Коронеты носят с коронационной мантией; мантии и коронеты, использованные на коронации Елизаветы II в 1953 году, стоили около 1250 фунтов стерлингов (примерно 37 100 фунтов стерлингов в современных условиях). (Однако пэрам в ранге графа в 1953 году было разрешено носить более дешёвую «сословную шапку» вместо коронета, как и пэрам того же ранга, которым также разрешалось носить более простую мантию: цельную мантию с меховой накидкой, разработанное Норманом Хартнеллом).

### Парламентские мантии

#### Духовные пэры
Епископы в Палате лордов имеют свою отличительную парламентскую мантию, которую носят на государственном открытии парламента. Это похоже на cappa clausa Кембриджского университета: алый плащ в полный рост с накидкой из простого белого меха. Его носят поверх роккетто и дзимарры, которые являются обычной повседневной одеждой епископов в Палате лордов. Поскольку это парламентская мантия, её не носят на коронациях.